# Chambers Flat
Chambers Flat är en del av en befolkad plats i Australien. Den ligger i kommunen Logan och delstaten Queensland, omkring 32 kilometer söder om delstatshuvudstaden Brisbane.
Runt Chambers Flat är det ganska tätbefolkat, med 67 invånare per kvadratkilometer.. Närmaste större samhälle är Logan City, omkring 13 kilometer norr om Chambers Flat.
I omgivningarna runt Chambers Flat växer huvudsakligen savannskog. Genomsnittlig årsnederbörd är 1 424 millimeter. Den regnigaste månaden är januari, med i genomsnitt 275 mm nederbörd, och den torraste är oktober, med 21 mm nederbörd.